# 薩拉托加 (阿肯色州)
薩拉托加（英語：Saratoga）是位於美國阿肯色州亨普斯特德縣的一個非建制地區。該地的面積和人口皆未知。

## 地理
薩拉托加的座標為33°45′06″N 93°54′10″W / 33.75167°N 93.90278°W，而該地的平均海拔高度為140米（即459英尺）。